# Rublo transnistrio
El rublo transnistrio es la moneda oficial de Transnistria. Se divide en 100 kópeks. Dado que Transnistria es un país no reconocido internacionalmente, su moneda no tiene un código ISO 4217. Sin embargo, de manera no oficial algunas organizaciones utilizan PRB como ISO 4217. Anteriormente los habitantes de Transnistria llamaban su moneda suvoriki (суворики), porque en todos los rublos de los años 1993-1994 estaba representado Aleksandr Suvórov.

## Historia
El proceso de transición hacia su propia moneda fue muy complicado. Al principio como moneda legal se utilizaban los billetes de la Unión Soviética y la Federación Rusa de los años 1961-1992 con un sello especial en forma de un retrato de Aleksandr Suvórov. El 17 de agosto de 1994 fueron introducidos en la circulación los primeros rublos de Transnistria. El 18 de noviembre de 2005 en la ciudad de Tiráspol fue inaugurada la Casa de Moneda de Transnistria. Hasta entonces las monedas y billetes se acuñaban e imprimían en el extranjero.

### Primer rublo (1994)
El Banco Republicano de Transnistria introdujo el primer rublo en 1994. Esta moneda consistía en antiguos billetes soviéticos y rusos datados entre 1961 y 1992 con un sello especial adherido. Estos billetes se sustituyeron por billetes rusos a la par.

### Segundo rublo (1994-2000)
Al principio se sustituyeron los primeros rublos de 1994 con una tasa de cambio de 1 nuevo rublo = 1.000 rublos antiguos. La moneda se componía nada más que de billetes debido a la alta inflación, haciendo que fuera necesario estampar denominaciones mayores en las denominaciones en curso. Aunque se imprimieron en 1994, algunos billetes (de 50 a 5.000 rublos) se imprimieron en 1993.

### Tercer rublo (2000-presente)
En 2000 se introdujo un nuevo rublo con una tasa de cambio de 1 nuevo rublo = 1.000.000 rublos antiguos. Esta moneda ya incluía tanto piezas metálicas como billetes. La tasa actual se mantiene alrededor de 10 rublos = 1 EUR.

## Monedas
Las monedas acuñadas son de denominaciones de 1, 5, 10, 25 y 50 kópeks. La moneda de 1 kópek dejó de circular el 1 de enero de 2009. Desde 2014 existen también monedas de 1, 3, 5 y 10 rublo fabricadas en plástico.
| Monedas del rublo transnistrio | Monedas del rublo transnistrio | Monedas del rublo transnistrio | Monedas del rublo transnistrio | Monedas del rublo transnistrio | Monedas del rublo transnistrio | Monedas del rublo transnistrio | Monedas del rublo transnistrio                                                                                               | Monedas del rublo transnistrio                                                                      | Monedas del rublo transnistrio | Monedas del rublo transnistrio                                                                                   |
| Imagen                         | Valor                          | Parámetros técnicos            | Parámetros técnicos            | Parámetros técnicos            | Parámetros técnicos            | Descripción                    | Descripción | Descripción                                                                                         | Fecha de inicio de acuñación   | Notas |
| Imagen                         | Valor                          | Diámetro                       | Grosor                         | Masa                           | Composición                    | Borde                          | Anverso | Reverso                                                                                             | Fecha de inicio de acuñación   | |
| ------------------------------ | ------------------------------ | ------------------------------ | ------------------------------ | ------------------------------ | ------------------------------ | ------------------------------ | --- | --------------------------------------------------------------------------------------------------- | ------------------------------ | --- |
|                                | 1 kópek                        | 15.9 mm                        | 1.5 mm                         | 0.62 gramos                    | Aluminio                       | Plano/suave                    | Emblema nacional de la República Moldava Pridnestroviana (Transnistria), año de acuñación                                    | Número "1", inscripción "КОПЕЙКА" entre dos espigas de trigo                                        | 2000                           | Acuñada por la Casa de Moneda de Polonia (Mennica Polska); retirada de circulación en enero de 2009              |
|                                | 5 kópeks                       | 17.9 mm                        | 1.4 mm                         | 0.7 gramos                     | Aluminio                       | Plano/suave                    | Emblema nacional de la República Moldava Pridnestroviana (Transnistria), año de acuñación                                    | Número "5", inscripción "КОПЕЕК" entre dos espigas de trigo                                         | 2000                           | Acuñada por la Casa de Moneda de Polonia (Mennica Polska)                                                        |
|                                | 5 kópeks                       | 18 mm                          | 1.43 mm                        | 0.79 gramos                    | Aluminio                       | Plano/suave                    | Emblema nacional de la República Moldava Pridnestroviana (Transnistria), año de acuñación                                    | Número "5", inscripción "КОПЕЕК" entre dos espigas de trigo                                         | 2005                           | Escudo de armas modificado; magnético; acuñado en la Casa de la Moneda de Tiraspol (Тираспольский монетный двор) |
|                                | 5 kópeks                       |                                |                                |                                | Acero niquelado                | Plano/suave                    | Emblema nacional de la República Moldava Pridnestroviana (Transnistria), año de acuñación                                    | Número "5", inscripción "КОПЕЕК" entre dos espigas de trigo                                         | 2019                           | Cambio de composición metálica; acuñado por la Casa de la Moneda de Tiraspol (Тираспольский монетный двор)       |
|                                | 10 kópeks                      | 20 mm                          | 1.5 mm                         | 1 gramo                        | Aluminio                       | Plano/suave                    | Emblema nacional de la República Moldava Pridnestroviana (Transnistria), año de acuñación                                    | Número "10", inscripción "КОПЕЕК" entre dos espigas de trigo                                        | 2000                           | Acuñada por la Casa de Moneda de Polonia (Mennica Polska)                                                        |
|                                | 10 kópeks                      | 20 mm                          | 1.5 mm                         | 1 gramo                        | Aluminio                       | Plano/suave                    | Emblema nacional de la República Moldava Pridnestroviana (Transnistria), año de acuñación                                    | Número "10", inscripción "КОПЕЕК" entre dos espigas de trigo                                        | 2005                           | Escudo de armas modificado; magnético; acuñado en la Casa de la Moneda de Tiraspol (Тираспольский монетный двор) |
|                                | 10 kópeks                      |                                |                                |                                | Acero niquelado                | Plano/suave                    | Emblema nacional de la República Moldava Pridnestroviana (Transnistria), año de acuñación                                    | Número "10", inscripción "КОПЕЕК" entre dos espigas de trigo                                        | 2019                           | Cambio de composición metálica; acuñado por la Casa de la Moneda de Tiraspol (Тираспольский монетный двор)       |
|                                | 25 kópeks                      | 17 mm                          |                                | 2.15 gramos                    | Aluminio-Bronce                | Plano/suave                    | Emblema nacional de la República Moldava Pridnestroviana (Transnistria), año de acuñación                                    | Número "25", inscripción "КОПЕЕК" dentro de una rama de laurel estilizada                           | 2002                           | Acuñada por la Casa de Moneda de Polonia (Mennica Polska)                                                        |
|                                | 25 kópeks                      | 17 mm                          | 1.36 mm                        | 2.2 gramos                     | Aluminio-Bronce                | Plano/suave                    | Emblema nacional de la República Moldava Pridnestroviana (Transnistria), año de acuñación                                    | Número "25", inscripción "КОПЕЕК" dentro de una rama de laurel estilizada                           | 2005                           | Escudo modificado; no magnético                                                                                  |
|                                | 25 kópeks                      | 17 mm                          | 1.46 mm                        | 2.1 gramos                     | Acero bronceado                | Plano/suave                    | Emblema nacional de la República Moldava Pridnestroviana (Transnistria), año de acuñación                                    | Número "25", inscripción "КОПЕЕК" dentro de una rama de laurel estilizada                           | 2005                           | Escudo de armas modificado; magnético; acuñado en la Casa de la Moneda de Tiraspol (Тираспольский монетный двор) |
|                                | 25 kópeks                      |                                |                                |                                | Acero chapado en latón         | Plano/suave                    | Emblema nacional de la República Moldava Pridnestroviana (Transnistria), año de acuñación                                    | Número "25", inscripción "КОПЕЕК" dentro de una rama de laurel estilizada                           | 2019                           | Cambio de composición metálica; acuñado por la Casa de la Moneda de Tiraspol (Тираспольский монетный двор)       |
|                                | 50 kópeks                      | 19 mm                          | 1.45 mm                        | 2.75 gramos                    | Aluminio-Bronce                | Plano/suave                    | Emblema nacional de la República Moldava Pridnestroviana (Transnistria), año de acuñación                                    | Número "50", inscripción "КОПЕЕК" dentro de una rama de laurel estilizada                           | 2000                           | Acuñada por la Casa de Moneda de Polonia (Mennica Polska)                                                        |
|                                | 50 kópeks                      | 18.9 mm                        |                                | 2.70 gramos                    | Aluminio-Bronce                | Plano/suave                    | Emblema nacional de la República Moldava Pridnestroviana (Transnistria), año de acuñación                                    | Número "50", inscripción "КОПЕЕК" dentro de una rama de laurel estilizada                           | 2005                           | Escudo modificado; no magnético                                                                                  |
|                                | 50 kópeks                      | 19 mm                          | 1.45 mm                        | 2.80 gramos                    | Acero bronceado                | Plano/suave                    | Emblema nacional de la República Moldava Pridnestroviana (Transnistria), año de acuñación                                    | Número "50", inscripción "КОПЕЕК" dentro de una rama de laurel estilizada                           | 2005                           | Escudo de armas modificado; magnético; acuñado en la Casa de la Moneda de Tiraspol (Тираспольский монетный двор) |
|                                | 50 kópeks                      | 19 mm                          | 1.45 mm                        | 2.80 gramos                    | Acero bronceado                | Plano/suave                    | Emblema nacional de la República Moldava Pridnestroviana (Transnistria), año de acuñación                                    | Número "50", inscripción "КОПЕЕК" dentro de una rama de laurel estilizada                           | 2005                           | Escudo de armas modificado; magnético; acuñado en la Casa de la Moneda de Tiraspol (Тираспольский монетный двор) |
|                                | 50 kópeks                      |                                |                                |                                | Acero chapado en latón         | Plano/suave                    | Emblema nacional de la República Moldava Pridnestroviana (Transnistria), año de acuñación                                    | Número "50", inscripción "КОПЕЕК" dentro de una rama de laurel estilizada                           | 2019                           | Cambio de composición metálica; acuñado por la Casa de la Moneda de Tiraspol (Тираспольский монетный двор)       |
|                                | 1 rublo                        | 26 mm                          | 1.2 mm                         | 0.85 gramos                    | Plástico                       | Plano/suave                    | Número "1", inscripción "РУБЛЬ, ПРИДНЕСТРОВСКИЙ РЕСПУБЛИКАНСКИЙ БАНК", retrato de Alexander Suvorov                          | Logotipo del Banco Republicano de Transnistria, año de emisión y denominación en un patrón repetido | 2014                           | Forma circular (con bordes redondeados); fabricada por Goznak de Rusia                                           |
|                                | 3 rublos                       | 31 mm                          | 1.2 mm                         | 1 gramo                        | Plástico                       | Plano/suave                    | Número "3", inscripción "РУБЛЯ, ПРИДНЕСТРОВСКИЙ РЕСПУБЛИКАНСКИЙ БАНК", retrato de Franz de Volán                             | Logotipo del Banco Republicano de Transnistria, año de emisión y denominación en un patrón repetido | 2014                           | Forma cuadrada (con bordes redondeados); fabricada por Goznak de Rusia                                           |
|                                | 5 rublos                       | 28.6 mm                        | 1.20 mm                        | 1 gramo                        | Plástico                       | Plano/suave                    | Número "5", inscripción "РУБЛЕЙ, ПРИДНЕСТРОВСКИЙ РЕСПУБЛИКАНСКИЙ БАНК", retrato de Pyotr Alexandrovich Rumyantsev-Zadunaisky | Logotipo del Banco Republicano de Transnistria, año de emisión y denominación en un patrón repetido | 2014                           | Forma pentagonal (con bordes redondeados); fabricada por Goznak de Rusia                                         |
|                                | 10 rublos                      | 28 mm                          | 1.2 mm                         | 0.9 gramos                     | Plástico                       | Plano/suave                    | Número "10", inscripción "РУБЛЕЙ, ПРИДНЕСТРОВСКИЙ РЕСПУБЛИКАНСКИЙ БАНК", retrato de Catalina II                              | Logotipo del Banco Republicano de Transnistria, año de emisión y denominación en un patrón repetido | 2014                           | Forma hexagonal (con bordes redondeados); fabricada por Goznak de Rusia                                          |

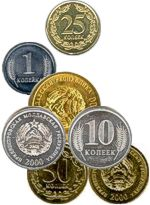
Serie de monedas del rublo transnistrio.

## Billetes

### Series de 1994 a 2000
| Serie de 1994-2000 | Serie de 1994-2000 | Serie de 1994-2000         | Serie de 1994-2000 | Serie de 1994-2000 | Serie de 1994-2000 | Serie de 1994-2000                    | Serie de 1994-2000 | Serie de 1994-2000 |
| Denominación       | Dimensiones        | Color predominante         | Imágenes           | Imágenes           | Descripción | Descripción                           | Fecha              | Fecha              |
| Denominación       | Dimensiones        | Color predominante         | Anverso            | Reverso            | Anverso | Reverso                               | Impresión          | Emisión            |
| ------------------ | ------------------ | -------------------------- | ------------------ | ------------------ | --- | ------------------------------------- | ------------------ | ------------------ |
| 1 rublo            | 125 mm x 57 mm     | Verde                      |                    |                    | Alexander Suvorov | Consejo Supremo de Transnistria       | 1994               | 1994               |
| 5 rublos           | 125 mm x 57 mm     | Azul                       |                    |                    | Alexander Suvorov | Consejo Supremo de Transnistria       | 1994               | 1994               |
| 10 rublos          | 125 mm x 57 mm     | Rojo                       |                    |                    | Alexander Suvorov | Consejo Supremo de Transnistria       | 1994               | 1994               |
| 50 rublos          | 125 mm x 57 mm     | Verde oscuro               |                    |                    | Estatua ecuestre de Alexander Suvorov en Tiraspol | Consejo Supremo de Transnistria       | 1993               | 1993               |
| 100 rublos         | 125 mm x 57 mm     | Café                       |                    |                    | Estatua ecuestre de Alexander Suvorov en Tiraspol | Consejo Supremo de Transnistria       | 1993               | 1993               |
| 200 rublos         | 125 mm x 57 mm     | Violeta rojo               |                    |                    | Estatua ecuestre de Alexander Suvorov en Tiraspol | Consejo Supremo de Transnistria       | 1993               | 1994               |
| 500 rublos         | 125 mm x 57 mm     | Azul                       |                    |                    | Estatua ecuestre de Alexander Suvorov en Tiraspol | Consejo Supremo de Transnistria       | 1993               | 1994               |
| 1000 rublos        | 125 mm x 57 mm     | Púrpura y rojo violeta     |                    |                    | Alexander Suvorov | Consejo Supremo de Transnistria       | 1993               | 1994               |
| 1000 rublos        | 125 mm x 57 mm     | Púrpura                    |                    |                    | Estatua ecuestre de Alexander Suvorov en Tiraspol | Consejo Supremo de Transnistria       | 1994               | 1994               |
| 5000 rublos        | 125 mm x 57 mm     | Negro y verde oliva oscuro |                    |                    | Estatua ecuestre de Alexander Suvorov en Tiraspol | Consejo Supremo de Transnistria       | 1993               | 1995               |
| 10,000 rublos      | 125 mm x 57 mm     | Verde                      |                    |                    | Alexander Suvorov sobreimpreso en una nota de 10 rublos con "10ooo" sólo en la parte delantera                                                               | Consejo Supremo de Transnistria       | 1994               | 1996               |
| 10,000 rublos      | 125 mm x 57 mm     | Verde                      |                    |                    | Alexander Suvorov sobreimpreso en una nota de 10 rublos con "10ooo" en parte delantera y trasera                                                             | Consejo Supremo de Transnistria       | 1994               | 1998               |
| 50,000 rublos      | 125 mm x 57 mm     | Café                       |                    |                    | Bohdan Khmelnytsky | Teatro de Drama y Comedia en Tiraspol | 1995               | 1995               |
| 50,000 rublos      | 125 mm x 57 mm     | Azul                       |                    |                    | Alexander Suvorov sobreimpreso en una nota de 5 rublos, con un sello holográfico que contiene una estatua ecuestre en Tiraspol e indica "50000" en el frente | Consejo Supremo de Transnistria       | 1994               | 1996               |
| 50,000 rublos      | 125 mm x 57 mm     | Azul                       |                    |                    | Alexander Suvorov sobreimpreso en una nota de 10 rublos con "50ooo" en la parte delantera y trasera                                                          | Consejo Supremo de Transnistria       | 1994               | 1996               |
| 100,000 rublos     | 125 mm x 57 mm     | Rojo                       |                    |                    | Alexander Suvorov sobreimpreso en una nota de 10 rublos con "10oooo" en la parte delantera y trasera                                                         | Consejo Supremo de Transnistria       | 1994               | 1996               |
| 500,000 rublos     | 125 mm x 57 mm     | Violeta y Amarillo         |                    |                    | Estatua ecuestre de Alexander Suvorov en Tiraspol | Consejo Supremo de Transnistria       | 1997               | 1997               |

### Series de 2000
| Denominación | Efigie               | Color predominante | Dimensiones | Imagen del anverso | Imagen del reverso |
| ------------ | -------------------- | ------------------ | ----------- | ------------------ | ------------------ |
| 1 Rublo      | Aleksandr Suvórov    | Naranja            | 56 x 129    |                    |                    |
| 5 Rublos     | Aleksandr Suvórov    | Azul               | 56 x 129    |                    |                    |
| 10 Rublos    | Aleksandr Suvórov    | Marrón             | 56 x 129    |                    |                    |
| 25 Rublos    | Aleksandr Suvórov    | Rojo               | 56 x 129    |                    |                    |
| 50 Rublos    | Taras Shevchenko     | Verde              | 60 x 129    |                    |                    |
| 100 Rublos   | Dimitrie Cantemir    | Violeta            | 60 x 129    |                    |                    |
| 200 Rublos   | Pyotr Rumyantsev     | Marrón             | 64 x 135    |                    |                    |
| 500 Rublos   | Catalina II de Rusia | Verde              | 68 x 140    |                    |                    |

### Series de 2007
| Denominación | Efigie            | Color predominante | Dimensiones | Imagen del anverso | Imagen del reverso |
| ------------ | ----------------- | ------------------ | ----------- | ------------------ | ------------------ |
| 1 Rublo      | Aleksandr Suvórov | Naranja            |             |                    |                    |
| 5 Rublos     | Aleksandr Suvórov | Azul               |             |                    |                    |
| 10 Rublos    | Aleksandr Suvórov | Marrón             |             |                    |                    |
| 25 Rublos    | Aleksandr Suvórov | Rojo               |             |                    |                    |
| 50 Rublos    | Taras Shevchenko  | Verde              |             |                    |                    |
| 100 Rublos   | Dimitrie Cantemir | Violeta            |             |                    |                    |